# Neuvecelle
Neuvecelle és un municipi francès situat al departament de l'Alta Savoia i a la regió d'Alvèrnia-Roine-Alps. L'any 2007 tenia 2.520 habitants.

## Demografia

### Població
El 2007 la població de fet de Neuvecelle era de 2.520 persones. Hi havia 1.025 famílies de les quals 296 eren unipersonals (158 homes vivint sols i 138 dones vivint soles), 272 parelles sense fills, 347 parelles amb fills i 110 famílies monoparentals amb fills.
La població ha evolucionat segons el següent gràfic:
Habitants censats

### Habitatges
El 2007 hi havia 1.367 habitatges, 1.047 eren l'habitatge principal de la família, 226 eren segones residències i 93 estaven desocupats. 952 eren cases i 414 eren apartaments. Dels 1.047 habitatges principals, 771 estaven ocupats pels seus propietaris, 250 estaven llogats i ocupats pels llogaters i 26 estaven cedits a títol gratuït; 23 tenien una cambra, 121 en tenien dues, 140 en tenien tres, 246 en tenien quatre i 517 en tenien cinc o més. 906 habitatges disposaven pel capbaix d'una plaça de pàrquing. A 468 habitatges hi havia un automòbil i a 508 n'hi havia dos o més.

### Piràmide de població
La piràmide de població per edats i sexe el 2009 era:
| Homes | Edats   | Dones |
| ----- | ------- | ----- |
| 0     | 95 o +  | 0     |
| 4     | 90 a 94 | 8     |
| 12    | 85 a 89 | 12    |
| 8     | 80 a 84 | 16    |
| 36    | 75 a 79 | 48    |
| 40    | 70 a 74 | 44    |
| 52    | 65 a 69 | 68    |
| 52    | 60 a 64 | 52    |
| 52    | 55 a 59 | 76    |
| 84    | 50 a 54 | 64    |
| 72    | 45 a 49 | 96    |
| 60    | 40 a 44 | 60    |
| 124   | 35 a 39 | 88    |
| 72    | 30 a 34 | 100   |
| 72    | 25 a 29 | 76    |
| 60    | 20 a 24 | 56    |
| 65    | 15 a 19 | 80    |
| 32    | 10 a 14 | 84    |
| 52    | 5 a 9   | 64    |
| 84    | 0 a 4   | 72    |

## Economia
El 2007 la població en edat de treballar era de 1.646 persones, 1.196 eren actives i 450 eren inactives. De les 1.196 persones actives 1.107 estaven ocupades (625 homes i 482 dones) i 88 estaven aturades (33 homes i 55 dones). De les 450 persones inactives 150 estaven jubilades, 145 estaven estudiant i 155 estaven classificades com a «altres inactius».

### Ingressos
El 2009 a Neuvecelle hi havia 964 unitats fiscals que integraven 2.336,5 persones, la mediana anual d'ingressos fiscals per persona era de 24.877 €.

### Activitats econòmiques
Dels 76 establiments que hi havia el 2007, 2 eren d'empreses de fabricació d'altres productes industrials, 6 d'empreses de construcció, 9 d'empreses de comerç i reparació d'automòbils, 5 d'empreses de transport, 12 d'empreses d'hostatgeria i restauració, 4 d'empreses immobiliàries, 8 d'empreses de serveis, 19 d'entitats de l'administració pública i 11 d'empreses classificades com a «altres activitats de serveis».
Dels 19 establiments de servei als particulars que hi havia el 2009, 1 era un taller de reparació d'automòbils i de material agrícola, 2 guixaires pintors, 1 fusteria, 1 lampisteria, 2 electricistes, 3 perruqueries, 7 restaurants, 1 agència immobiliària i 1 saló de bellesa.
Dels 5 establiments comercials que hi havia el 2009, 1 era una fleca, 1 una peixateria, 1 una botiga de mobles, 1 una botiga de material de revestiment de parets i terra i 1 una joieria.
L'any 2000 a Neuvecelle hi havia 10 explotacions agrícoles.

## Equipaments sanitaris i escolars
L'únic equipament sanitari que hi havia el 2009 era una farmàcia.
El 2009 hi havia 1 escola maternal i 1 escola elemental.

## Poblacions més properes
El següent diagrama mostra les poblacions més properes.